# Statuut van Rhuddlan

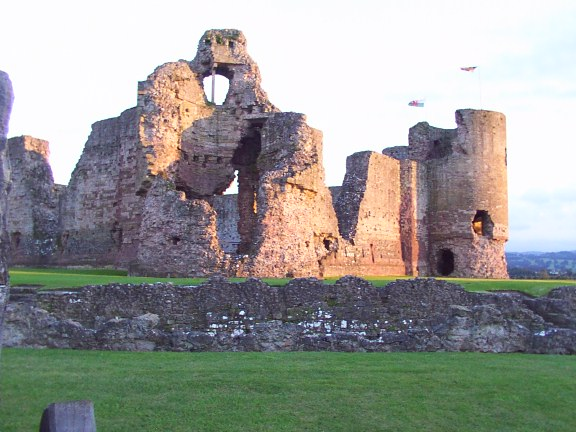
Rhuddlan Castle.

Het Statuut van Rhuddlan trad na de verovering van Wales door de Engelse koning Eduard I op 3 maart 1284 in werking. Eduard kondigde het statuut af op Rhuddlan Castle in het noorden van Wales. Na de nederlaag en dood van Llywelyn ap Gruffydd in 1282 werd Wales bij Engeland ingelijfd. Het statuut verdeelde het veroverde gebied in vijf graafschappen op: Anglesey, Caernarfon, Denbighshire, Flintshire en Merioneth. Ook werd het rechtssysteem Common law ingevoerd en gaf het statuut de koning de bevoegdheid om ambtenaren te benoemen. Enkele Welshe gebruiken, zoals het erfrecht, bleven onaangetast. De Marcher Lords, de Engelse grootgrondbezitters die de landen aan de grens met Wales in bezit hielden, behielden hun vrijwel autonome status. 
Het statuut bleef in werking tot de invoering van de Laws in Wales Acts door koning Hendrik VIII.